# Pudlikajmy
Pudlikajmy (niem. Pudelkeim) – wieś w Polsce położona w województwie warmińsko-mazurskim, w powiecie bartoszyckim, w gminie Górowo Iławeckie. W latach 1975–1998 miejscowość administracyjnie należała do województwa olsztyńskiego.
w 1939 r. we wsi było 181 mieszkańców. 
W czasie spisu w 1983 r. do celów statystycznych Pudlikajmy ujęto razem ze wsią Pieszkowo.